# 沢田美香
沢田美香（さわだ　みか、12月19日 - ）は、埼玉県出身の日本の女性フリーアナウンサー。血液型はB型。シンクバンク所属。
明るいキャラクターとテンポのいいナレーションで、テレビ、ラジオ、CM、映画などで活動している。

## 来歴・人物
- 慶應義塾大学文学部卒。
- 趣味は半身浴・指圧・スカッシュ・食べること。
- 特技：コミュニケーション理論。華道師範

## 主な出演

### テレビ
現在
- 買いテキ!通販ツウ（不定期出演、TBS）

過去
- 2時っチャオ! (TBS)
- ジャスト (TBS)
- きょう発プラス! (TBS)
- イブニング5 (TBS)
- 情報！もぎたてサラダ (TBS)
- わいわいティータイム (TBS)
- クイズ悪魔のささやき (TBS)
- 輝く日本の星 (TBS)
- ニュースプラ1 (NTV)
- リアルタイム　大注目 (NTV)
- 土曜スペシャル（TX)
- ドキドキＴＶ情報（TX)
- 宝くじフラッシュ（TX)
- 金曜プリティ (TBS)
- その他

### ラジオ
- 准教授!?前田幸長のちょこゼミ（ラジオ日本）

### イベント
- MFU 第29回　BEST DRESSER AWARDS 2000（総合司会）

### セミナー
- 話し方講座

### CM
- 日本IBM
- NTT
- 富士通松山

### 映画
- 「ガラスの脳」（中田秀夫監督作品）